# 中井淳子
中井 淳子（なかい じゅんこ、1974年8月7日 - ）は、日本のAV女優。

## 人物
歌唱力は相当なもので、実際にクラブ歌手としての活動歴もある。テレビ東京の深夜番組「ギルガメッシュないと」の「ランジェリー・カラオケ」コーナーで、SHOW-YAの代表曲「限界LOVERS」を披露。正確な音程と、抜群の表現力で、居合わせたゲストを驚かせていた。グランプリを獲得し時計をGET。「最初は緊張したが、歌い始めたら乗って行けた」というコメントを残している。
当時流行していたワンレングスのロングヘアに派手目の顔立ち、Eカップの巨乳とムッチリした肉付きをセールスポイントとしていた。
日本テレビ系列の「投稿！特ホウ王国」にて「日本一大胆な水着で泳ぐ美女」と題して公共プールにてスリングショットを着て泳いだ。
現在は引退している。

## 主な出演作品

### アダルトビデオ
1995年
- 侵乳性（1995年5月30日、アイビック）
- 覗かれた保健室 白衣のわいせつ指導（6月21日、アリーナ）
- スレイブハンター　制服美女・淳子（9月28日、アートビデオ）
- お仕置き通信（10月27日、宇宙企画）
- お姉さんとFUCK 本腰入れて教えてアゲル（11月10日、現映社）
- 巨乳ランジェリー・パブ淫乱パイズリ姉妹（11月15日、イメージボックス）
- インモラル女校生 5（12月22日、シネマジック）
- 裏病棟 むさぼられた白衣（1995年、ミス・クリスティーヌ）

1996年
- 濃厚KISS&レズビアン（2月13日、KUKI）[2]
- SPECIALボンデージエロス 麗奴倶楽部（2月17日、アートビデオ）
- 美乳（ニッポン）・巨乳（アメリカ）ふるえて絶頂（3月10日、ミス・クリスティーヌ）
- 不倫交際クラブ3（7月14日、宇宙企画）
- レズビアンコレクション 百合図鑑 15（8月9日、シネマジック）
- レイプ&SMスペシャル　放課後の天使たち 8（9月6日、シネマジック）
- THE・女教師コレクション File.3（9月27日、トライハート）
- 異常者たちの夜 ワイセツSEX病棟（9月27日、エイトマン）
- 公衆便所女のザーメン中出し（1996年、PINK PANCER）
- 懺悔謝れ!尻ふれ!シャブりつけ!!（1996年、アテナ映像）

1997年
- ゆらたくぞう監督シリーズ 男犯スペシャル（2月3日、ロイヤルアート）
- THE女教師FILE 2（4月25日、トライハート）[2]
- 巨乳美乳熱烈コスプレFUCK8連発!（1997年、ロイヤルアート）
- 抜けMAX99min（ビッグモーカル）

1998年
- レイプ白書26（東京音光）

1999年
- コスチューム8連発!巨乳制服スペシャル!!（ミス・クリスティーヌ）

2000年
- 長崎みなみが選ぶ傑作レイプ全集 2（9月15日、東京音光）

### ゲーム
- THE・野球拳 パート26（NEWジャトレ）
- THE・野球拳SUPER パート1（NEWジャトレ）
- バーチャフォトスタジオ（1996年3月29日、アクレイムジャパン、セガサターン）